# Ламли, Брайан
Брайан Ламли (англ. Brian Lumley) — английский писатель, специализировавшийся на жанре фантастических ужасов. Родился 2 декабря 1937, стал известен в 1970-х, написав произведения о «Мифах Ктулху», созданных американским писателем Г. Ф. Лавкрафтом, но с новым персонажем — Титусом Кроу. В 1980-х обрёл новую волну популярности благодаря бестселлеру «Некроскоп», первоначально сосредоточенному на персонаже Гарри Киф, который может общаться с духами мёртвых. Позже его популярность продолжилась «Трилогией мира вампиров», двумя романами из серии «Потерянные годы» и трилогией «Электроветка» («E-Branch»).

## Биография

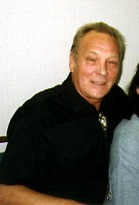
Брайан Ламли на «Некрономиконе» в Провиденс, Род-Айленд

Родился в графстве Дарем в северо-восточной Англии, служил в британской армии вплоть до 1980 года, писал в свободное время, прежде чем уйти в отставку в звании офицера, после чего стал профессиональным писателем.
Благодаря творческой поддержке Августа Дерлета, стал одним из главных продолжателей традиции Г. Ф. Лавкрафта. В 1970-х он начал писать произведения о «Мифах Ктулху» Лавкрафта, включая несколько рассказов и роман с участием персонажа Титуса Кроу. Некоторые из его ранних произведений были опубликованы издательством Arkham House Дерлета. Другие истории представляют собой подделку «Цикла снов» Лавкрафта, но в них фигурируют оригинальные персонажи Ламли Дэвид Герой и Элдин Странник. Ламли однажды объяснил разницу между его персонажами в «Мифах Ктулху» и персонажами Лавкрафта: «Мои ребята сопротивляются. Кроме того, они любят посмеяться по пути».
Более поздние работы включали серию романов «Некроскоп», из которых были созданы побочные серии, такие как трилогия «Мир вампиров», «Потерянные годы», части 1 и 2, и трилогия «Электроветка». Главный герой ранних романов «Некроскоп» появляется в антологии «Гарри Кио и другие странные герои». Сага «Некроскоп» завершилась рассказом «Убийство Мёбиуса».
Ламли занимал пост президента Ассоциации писателей ужасов с 1996 по 1997 год. 28 марта 2010 года Ламли был награждён Премией за заслуги перед Ассоциацией писателей ужасов. Он также получил премию «World Fantasy Award» за жизненные достижения в 2010 году.

## Вдохновение
Список любимых страшных историй Ламли («ни в коем случае не полный и не в порядке предпочтения») включает «Граф Магнус» М. Р. Джеймса, «Чёрный камень» Роберта Говарда, «Жёлтый знак» из «Король в жёлтом» Роберта Чемберса, «Голос в ночи» Уильяма Хоупа Ходжсона, «Обитающий во Тьме» и «Цвет из иных миров» Г. Ф. Лавкрафта.

### Фанатские сборники
- Некроскоп (роман)
- Причуды Брайана Ламли.
  - Вступление
  - В зоне свечения
  - Материнская любовь
  - Трудный ребенок
  - Безобразный акт
  - Кто то звонит
- Шабаш вампиров (1998)
  - Темное божество
  - Задний ряд
  - Странные годы
  - Поцелуй Ламии
  - Признание
  - Бессмертный вор
  - Некрос
  - Существо из выжженной пустоши
  - Уззи
  - Хагопиана
  - Пикник
  - Зак Фаланкс — Влад Цепеш
  - Дом Храма
- Кричащая научная фантастика: Ужасы из космоса
  - Сын Снаркера
  - Человек, который чувствовал боль
  - Странные годы
  - Нет пути домой
  - Человек, который не видел пауков
  - Дежа Вьювер
  - Технико-экономическое обоснование
  - Перчатки Гэдди
  - Большой «С»
- Порча и другие повести: Лучший Мифы, том 1
  - Вступление
  - Ужас в Оукдине
  - Рожденный ветром
  - Ужас на ярмарке
  - Порча
  - Восхождение Суртси
  - Повелитель червей
  - Дом Храма
- Хагопиана и другие рассказы
  - Вступление
  - Призывающий тьму
  - Хагопиана
  - Цементные стены
  - Дом Ктулху
  - Ночь, когда затонула «Русалка»
  - Имя и число
  - Узнать врага
  - Проклятие золотых стражей
  - Тётушка Хестер
  - Поцелуй Бугг-Шаша
  - Часы де Мариньи
  - Милахрион Бессмертный
  - Город-побратим
  - Темное божество
  - Показания Генри Уорти
  - Колокол Дагона
  - Существо из выжженной пустоши
  - Дайлат Лин
  - Зеркало Нитокрис
  - Второе желание
  - Гимн
  - Синхронность или нечто-то в этом роде
  - Возвращение Чёрного
  - Сон мага
- Не такие и другие (2009)
  - Вступление
  - Тонкие люди
  - Ходули
  - Не такой
- Полет в ночи (2011)

## Премии и награды
- 1988, British Fantasy Award, Рассказ (Short Fiction) за «Fruiting Bodies» (1988)
- 2010, Премия Брэма Стокера за 2009 год от Ассоциации писателей ужасов[англ.], «за заслуги перед жанром» (Lifetime Achievement)[5].
- 2010, Всемирная премия фэнтези (Lifetime Achievement)[6].